# Eurovisiesongfestival 1982
Het Eurovisiesongfestival 1982 was het zevenentwintigste Eurovisiesongfestival en vond plaats op 24 april 1982 in Harrogate, Engeland.
Het programma werd gepresenteerd door Jan Leeming.
Van de 18 deelnemende landen won Duitsland met het lied Ein bißchen Frieden, uitgevoerd door Nicole.
Dit lied kreeg 161 punten, 15,4% van het totale aantal punten.
Met 100 punten werd Israël tweede, gevolgd door Zwitserland op de derde plaats met 97 punten.

## Interludium
Het interludium werd gevuld met beelden van Yorkshire en Howard Castle.

## Puntentelling

### Stemstructuur
Net als het voorgaande jaar werden in de nationale jury punten toegekend aan elk liedje. Het liedje met het meeste aantal stemmen, kreeg twaalf punten. De tweede keus kreeg tien punten en de derde plaats tot en met tiende plaats kregen acht tot en met één punten. Stemmen op het eigen land is niet toegestaan.

### Score bijhouden
De score werd bijgehouden op een scorebord dat in de zaal hing.
De landen stonden in het Engels op het bord met daarachter een afbeelding van de vlag.
Achter elk land stond het totaal aantal punten.
De gegeven punten werden gelijk bij het totaal van het land opgeteld.
De presentatrice stond op het podium, schuin voor het scorebord.
Van de landen die al punten doorgegeven hadden, was de naam van het land verlicht.
Nadat een land alle punten had gegeven, verschenen onder in beeld de land- en liedjesnaam van het hoogst genoteerde land. Linksboven in beeld was het beeld te zien van de artiest vanuit de green room.

### Stemmen
Het bellen van de landen ging op volgorde van deelname.
Het geven van de punten gebeurde in volgorde van laag naar hoog.
De vertegenwoordiger van het land noemde het land en het aantal punten in het Engels of Frans.
De presentatrice herhaalde dit in de taal waarin de punten gegeven werden
om daarna beide gegevens in de andere taal te herhalen.
Daarbij werd zowel in het Engels als het Frans points gebruikt.

### Beslissing
Met nog vier landen te gaan gaf Joegoslavië de doorslag. Na de punten van dit land was Duitsland met 131 punten niet meer in te halen door Israël dat 80 punten had.

### Resultaat
| Plaats | Land                | Artiest                     | Titel                     | Punten |
| ------ | ------------------- | --------------------------- | ------------------------- | ------ |
| 1      | Duitsland           | Nicole                      | Ein bißchen Frieden       | 161    |
| 2      | Israël              | Avi Toledano                | Hora                      | 100    |
| 3      | Zwitserland         | Arlette Zola                | Amour on t'aime           | 97     |
| 4      | België              | Stella                      | Si tu aimes ma musique    | 96     |
| 5      | Cyprus              | Anna Vissi                  | Mono i agapi              | 85     |
| 6      | Luxemburg           | Svetlana                    | Cours après le temps      | 78     |
| 7      | Verenigd Koninkrijk | Bardo                       | One step further          | 76     |
| 8      | Zweden              | Chips                       | Dag efter dag             | 67     |
| 9      | Oostenrijk          | Mess                        | Sonntag                   | 57     |
| 10     | Spanje              | Lucía                       | Él                        | 52     |
| 11     | Ierland             | The Duskeys                 | Here today, gone tomorrow | 49     |
| 12     | Noorwegen           | Jahn Teigen & Anita Skorgan | Adieu                     | 40     |
| 13     | Portugal            | Doce                        | Bem bom                   | 32     |
| 14     | Joegoslavië         | Aska                        | Halo halo                 | 21     |
| 15     | Turkije             | Neco                        | Hani?                     | 20     |
| 16     | Nederland           | Bill van Dijk               | Jij en ik                 | 8      |
| 17     | Denemarken          | Brixx                       | Video Video               | 5      |
| 18     | Finland             | Kojo                        | Nuku pommiin              | 0      |

## Deelnemers

### België en Nederland
België werd vertegenwoordigd door Stella, die knap vierde werd. Nederland werd vertegenwoordigd door Bill van Dijk. Zijn naam stond echter als "Bill van Dijke" op de titelkaarten die in beeld verschenen.

### Terugkerende artiesten
| Land                | Artiest                               | Plaats | Eerdere deelname                                | Plaats toen |
| ------------------- | ------------------------------------- | ------ | ----------------------------------------------- | ----------- |
| België              | Stella                                | 4      | Nederland 1970 (deel van Hearts of Soul)        | 7           |
| België              | Stella                                | 4      | België 1977 (deel van Dream Express)            | 7           |
| Cyprus              | Anna Vissi                            | 5      | Griekenland 1980 (samen met Epikouri)           | 13          |
| Noorwegen           | Anita Skorgan (samen met Jahn Teigen) | 12     | Noorwegen 1977                                  | 14          |
| Noorwegen           | Anita Skorgan (samen met Jahn Teigen) | 12     | Noorwegen 1979                                  | 11          |
| Noorwegen           | Jahn Teigen (samen met Anita Skorgan) | 12     | Noorwegen 1978                                  | 20          |
| Portugal            | Teresa Miguel (deel van Doce)         | 13     | Portugal 1978 (deel van Gemini)                 | 17          |
| Portugal            | Fatima Padinha (deel van Doce)        | 13     | Portugal 1978 (deel van Gemini)                 | 17          |
| Verenigd Koninkrijk | Sally-Ann Triplett (deel van Bardo)   | 7      | Verenigd Koninkrijk 1980 (deel van Prima Donna) | 3           |

### Nationale keuzes
Seid Memić-Vajta die het voorgaande jaar nog voor Joegoslavië aantrad, was nu derde bij Jugovizija.
Yardena Arazi werd tweede in de Israëlische voorronde Kdam. Zes jaar eerder zong ze nog in de groep Chocolad Menta Mastik op het songfestival. Ex-winnaar Izhar Cohen moest genoegen nemen met een zevende plaats.
Voor Denemarken werd Tommy Seebach (Eurovisiesongfestival 1979 en 1981) tweede. In Duitsland was er heel wat bekend volk in de preselectie met Séverine die in 1971 voor Monaco won, Mary Roos die in 1972 al eens derde voor Duitsland eindigde, Jürgen Marcus die in 1976 voor Luxemburg zong en Paola die in '69 en in '80 voor Zwitserland zong.

### Terugtrekkende landen
- Frankrijk: Ondanks succesvolle deelnames (winnaar in 1977 en in de voorgaande zes jaren vijf maal in de top drie geëindigd) ontbrak Frankrijk ditmaal verrassend. TF1 vond het songfestival te ouderwets en wenste niet meer deel te nemen. In 1983 nam echter Antenne 2, het tegenwoordige France 2, namens Frankrijk deel. (Zie ook Frankrijk op het Eurovisiesongfestival.)
- Griekenland: had het liedje al klaar Themis Adamantidis zou met het liedje Sarantapente kopelies Griekenland vertegenwoordigen, maar het land trok zich uiteindelijk terug. (Zie ook Griekenland op het Eurovisiesongfestival.)

### Opmerkelijk
Opmerkelijk was de inzending van Spanje. Nota bene terwijl het gastland verwikkeld was in de Falklandoorlog kwam Spanje met een tango het Britse toneel op, wat gezien de Argentijnse wortels van die stijl uiteraard gevoelig lag. Het lied werd tiende, het Verenigd Koninkrijk gaf nul punten.

### Kaart

Deelnemende landen
Landen die al meegedaan hebben maar niet meedoen